# ラッセ・ハルストレム
ラッセ・ハルストレム（Lasse Hallström, 本名: Lars Sven Hallström, 1946年6月2日 - ）は、スウェーデンの映画監督。

## 来歴・人物

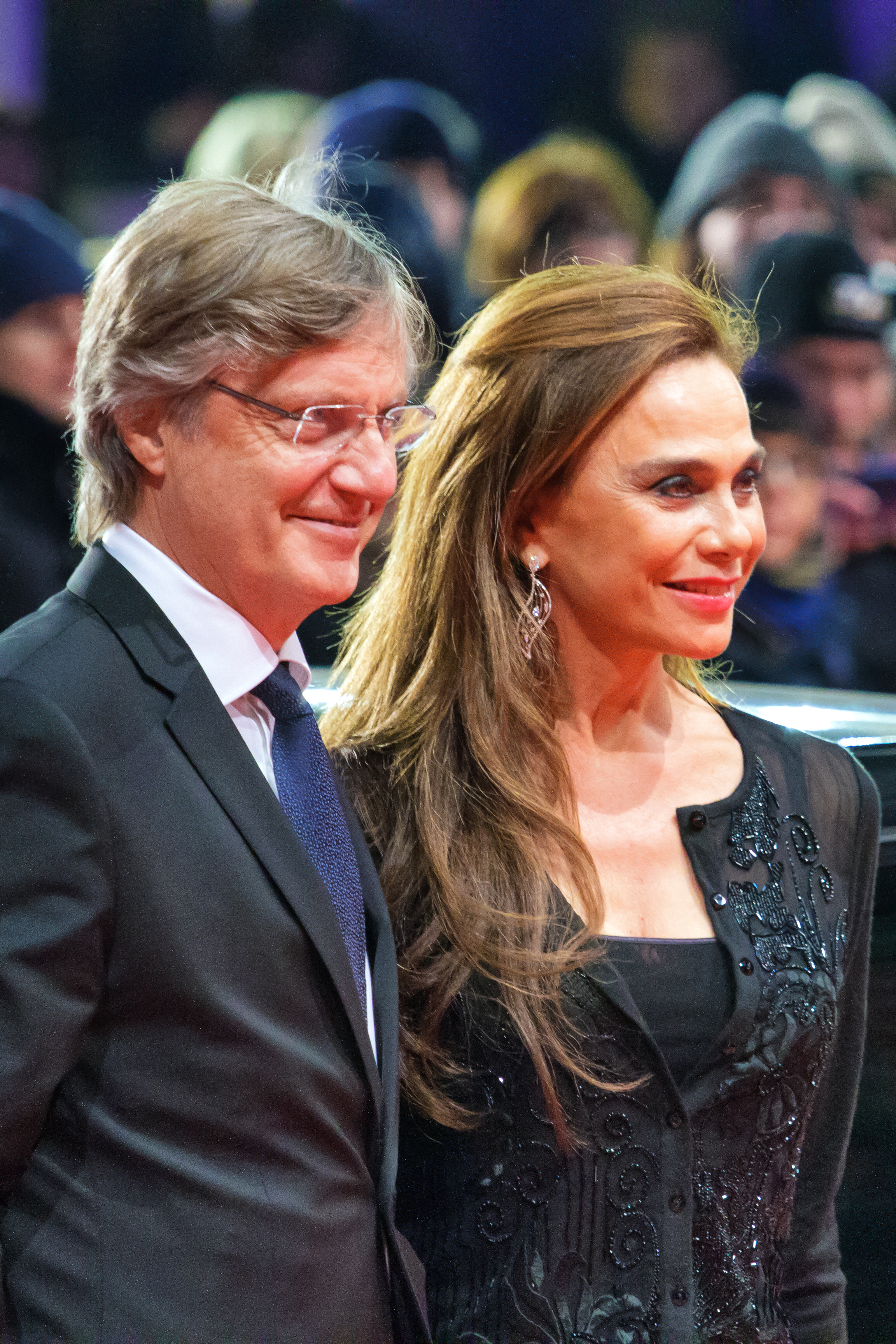
妻のレナ・オリンと（2013年）

ストックホルム出身。父親はアマチュアの映像作家、母親は作家。子供の頃から映画制作に熱中しており、10歳の時に短編映画を完成させる。
1975年に監督としてデビューし、その後手がけたABBAの映画『アバ/ザ・ムービー』がヒットして知られるようになる。1985年の『マイライフ・アズ・ア・ドッグ』でアカデミー賞監督賞にノミネートされ、ハリウッドに招かれる。以後、『ギルバート・グレイプ』や『サイダーハウス・ルール』などの良作を手掛ける。
私生活では、スウェーデン人女優のMalou Hallströmと結婚、長男が誕生したが離婚。1994年にスウェーデン人女優のレナ・オリンと再婚、1995年に次男が誕生。

## 主な監督作品
- 恋する男と彼の彼女 En Kille och en tjej (1975)
- アバ/ザ・ムービー ABBA: The Movie  (1977)
- 僕は子持ち Jag är med barn (1979)
- 気取り屋 Tuppen (1981)
- 幸せな僕たち Två killar och en tjej (1983)
- マイライフ・アズ・ア・ドッグ Mitt liv som hund  (1985)
- やかまし村の子どもたち Alla vi barn i Bullerbyn  (1986)
- やかまし村の春・夏・秋・冬 Mer om oss barn i Bullerbyn  (1986)
- ワンス・アラウンド Once Around (1991)
- ギルバート・グレイプ What's Eating Gilbert Grape  (1993)
- 愛に迷った時 Something To Talk About (1995)
- サイダーハウス・ルール The Cider House Rules  (1999)
- ショコラ Chocolat  (2000)
- シッピング・ニュース The Shipping News  (2001)
- アンフィニッシュ・ライフ An Unfinished Life  (2005)
- カサノバ Casanova  (2005)
- ザ・ホークス ハワード・ヒューズを売った男 The Hoax (2007)
- HACHI 約束の犬 Hachiko: A Dog's Story (2009)
- 親愛なるきみへ Dear John (2010)
- 砂漠でサーモン・フィッシング Salmon Fishing in the Yemen (2011)
- ヒプノティスト-催眠- Hypnotisören (2012)
- セイフ ヘイヴン Safe Haven (2013)
- マダム・マロリーと魔法のスパイス The Hundred-Foot Journey (2014)
- 僕のワンダフル・ライフ A Dog's Purpose (2017)
- くるみ割り人形と秘密の王国 The Nutcracker and the Four Realms (2018)